# Slaven Musa
Slaven Musa (Mostar, 21. lipnja 1971.) je bosanskohercegovačko-hrvatski trener i umirovljeni nogometaš. Nastupao je za FK Velež Mostar, HŠK Zrinjski Mostar, HNK Šibenik, NK Imotski i NK Široki Brijeg. Trenutačni je izbornik U-19 reprezentacije Bosne i Hercegovine.

## Karijera

### Igračka karijera
Karijeru je počeo u Veležu, a bio je prvi kapetan Zrinjskog nakon obnavljanja rada kluba 1992. godine. Nakon toga igra za Šibenik, Imotski i Široki Brijeg Vraća se u Zrinjski i tu završava nogometnu karijeru 2001. godine. Iste godine Musa osvaja navijački trofej "Filip Šunjić - Pipa" kao ponajbolji pojedinac Zrinjskog na terenu i izvan njega u sezoni 2000./01. Premijer lige BiH. U medijskim nastupima, Slaven je često isticao svoju ljubav prema Zrinjskom i simpatije prema Ultrasima. 

### Trenerska karijera
Nakon igračke karijere Musa je bio pomoćni trener Daliboru Cvitanoviću, a zatim još petorici trenera u Zrinjskom. Poslije je postao trener Branitelja, prvo mlađih kategorija, a poslije i seniorske momčadi. Tu je ostvario najveći uspjeh u povijesti kluba, prolazak u četvrtfinale Nogometnog kupa Bosne i Hercegovine u sezoni 2010./11. Dana 11. studenog 2010. godine predstavljen je kao novi trener Zrinjskog.
Zrinjski se nalazio u kriznoj situaciji, nakon niza uspješnih sezona, u situaciji da se bori za opstanak u ligi. Debitirao je pobjedom protiv Širokog, nakon čega su uslijedili porazi od Drine u završnici jeseni, te Veleža na otvaranju proljeća. Ipak, s dva vezana gostujuća 'troboda' u Tuzli i Banovićima uveo je momčad u sigurnu zonu, na kraju osvojio sedmo mjesto.
U novoj sezoni kao cilj je pred momčad postavljen izlazak u Europu. Uglavnom se držao jednog sustava igre (4-2-3-1) s tek eksperimentima u igri s dva napadača. Ipak sastav mu je bio nestandardan, uglavnom silom prilika, tako da je u ukupno 42 utakmice, 42 puta počinjao s različitih 11. Nakon poraza od Veleža u gradskom derbiju, 30. travnja 2012. godine, podnio je ostavku. Momčad je ostavio na šestom mjestu, s tri boda zaostatka za priželjkivanim četvrtim mjestom.
Nakon Zrinjskog radio je, kratko, u gabeoskom GOŠK-u i u dva navrata u Širokom Brijegu. Početkom listopada 2016. postaje novi trener NK Viteza.

### Reprezentativna karijera
Bio je član reprezentacije Herceg-Bosne na prijateljskoj utakmici s Paragvajom u Asunciónu 1996. godine.